# پریبلسکی
پریبلسکی (انگلیسی: Pribelsky) یک شهرک در شهرستان کارماسکالینسکی استان باشقیرستان کشور روسیه است.